# Jean-François Le Gall
Jean-François Le Gall (nacido el 15 de noviembre de 1959) es un matemático francés especializado en teoría de probabilidades, particularmente en movimiento browniano, procesos de ramificación y superprocesos. Es profesor en la Universidad de París-Sur y en la Escuela Normal Superior de París.

## Biografía
Le Gall se graduó en la Escuela Normal Superior de París y obtuvo su doctorado en la Universidad Pierre y Marie Curie bajo la supervisión de Marc Yor. Sus investigaciones se centran en procesos estocásticos, incluyendo el estudio de la medida de Lévy y el árbol browniano.

## Contribuciones matemáticas
Entre sus contribuciones más destacadas se encuentran:
- El desarrollo de la teoría de los superprocesos, generalizando los procesos de ramificación.
- El estudio de la geometría del movimiento browniano y su relación con la teoría de superficies.
- Trabajos fundamentales en procesos de coalescencia y en la estructura fractal de los paseos aleatorios.

## Premios y reconocimientos
En 2019, Le Gall fue galardonado con el Premio Wolf en Matemáticas por sus "profundas contribuciones a la teoría de los procesos estocásticos, especialmente el movimiento browniano y los superprocesos".
Otros premios incluyen:
- Premio Loève (1997)
- Premio Fermat (2005)
- Miembro de la Academia de Ciencias de Francia

## Publicaciones destacadas
Algunos de sus trabajos más influyentes son:
- Spatial Branching Processes, Random Snakes and Partial Differential Equations (1999)
- Brownian Motion, Martingales, and Stochastic Calculus (2016)